# مدرسه معصومیه
مدرسه معصومیه مربوط به دوره قاجار است و در بیرجند، خیابان استاد مطهری، روبروی مسجدآیت الله آیتی واقع شده و این اثر در تاریخ ۱۱ مرداد ۱۳۷۶ با شمارهٔ ثبت ۱۸۹۲ به‌عنوان یکی از آثار ملی ایران به ثبت رسیده است.